# Goran Jurak
Goran Jurak, né le 3 avril 1977 à Celje, dans la République socialiste de Slovénie, est un joueur slovène de basket-ball, évoluant au poste d'ailier.